# Rapidcreekita
La rapidcreekita és un mineral de la classe dels sulfats. El nom prové de la seva localitat tipus, l'àrea de Rapid Creek a Yukon, Canadà.

## Classificació
Segons la classificació de Nickel-Strunz, la rapidcreekita pertany a «07.D - Sulfats (selenats, etc.) amb anions addicionals, amb H₂O, amb cations de mida mitjana i grans; amb NO₃, CO₃, B(OH)₄, SiO₄ o IO₃» juntament amb els següents minerals: darapskita, humberstonita, ungemachita, clinoungemachita, charlesita, ettringita, jouravskita, sturmanita, thaumasita, carraraïta, buriatita, bentorita, korkinoïta, tatarskita, nakauriïta, chessexita, carlosruizita, fuenzalidaïta i txeliabinskita.

## Característiques
La rapidcreekita és un sulfat de fórmula química Ca₂(SO₄)(CO₃)·4H₂O. Cristal·litza en el sistema ortoròmbic. La seva duresa a l'escala de Mohs és 2.

## Formació i jaciments
La rapidcreekita és un mineral secundari rar que es forma en superfícies de pla de plecs en formacions de siderita riques en quars. En aquest context es troba associada a kulanita, guix i aragonita. Ha estat descrita al Canadà, República Txeca, Alemanya, Noruega, Polònia i Romania.